# Atripatus subcylindricus
Atripatus subcylindricus là một loài bọ cánh cứng trong họ Cerambycidae.